# Gropparello
Gropparello (emilián nyelven Gruparél) település Olaszországban, Emilia-Romagna régióban, Piacenza megyében. Lakosainak száma 2137 fő (2023. január 1.). Gropparello Carpaneto Piacentino, Morfasso, San Giorgio Piacentino, Bettola, Lugagnano Val d’Arda és Ponte dell’Olio községekkel határos.

## Népesség
A település lakossága az elmúlt években az alábbi módon változott:
| Lakosok száma | 2279 | 2268 | 2137 |
|               | 2017 | 2018 | 2023 |